# Championnat d'Italie de football de troisième division
 (septembre 2024).
Si vous disposez d'ouvrages ou d'articles de référence ou si vous connaissez des sites web de qualité traitant du thème abordé ici, merci de compléter l'article en donnant les références utiles à sa vérifiabilité et en les liant à la section « Notes et références ».
La Serie C, ou Lega Pro, jusqu'en 2013-2014 Lega Pro Prima Divisione (Ligue Pro 1re division en français) est le championnat d'Italie de 3e division. Elle a remplacé le championnat d'Italie de football Serie C1 lors de la réforme du football italien de 2008. Elle est rebaptisée en 2014, Serie C, son ancien nom, avec trois poules de 20 équipes professionnelles à compter de la saison 2014-2015. Elle constitue le troisième échelon de la hiérarchie du football professionnel italien derrière la Serie B et devant la Serie D.
La série est prévue pour accueillir trois groupes de 20 clubs chacun. Elle était prévue jusqu'en 2013 pour accueillir 36 clubs répartis géographiquement en deux groupes ((it) girone A et B) de dix-huit équipes. Les équipes d'un même groupe s'affrontent toutes à deux reprises (matches aller et retour). Les vainqueurs des deux groupes sont directement promus en Serie B et des barrages sont organisés dans chaque groupe pour déterminer deux promus supplémentaires (un par groupe).

## Présentation
La Serie C1 ou Lega Pro Prima Divisione est mise en place en 1978. Elle réunit 3 groupes de 20 clubs.
À la fin de la saison, les premiers de chaque de chaque groupe sont promus en Serie B (D2). Les 27 équipes terminant entre les deuxième et dixièmes places de chaque groupe s’affrontent ensuite dans un tournoi de Play Off pour une qualification en Série B.
tandis que les trois derniers sont relégués en Lega Pro Seconda Divisione (ex Serie C2).

## Palmarès

### Depuis 2014
Le palmarès de la Serie C est :
| Saison    | Girone A       | Girone B            | Girone C        | Vainqueur des play-offs |
| --------- | -------------- | ------------------- | --------------- | ----------------------- |
| 2014-2015 | Novare Calcio  | Teramo Calcio       | US Salernitana  | Calcio Côme             |
| 2015-2016 | AS Cittadella  | SPAL Ferrara        | Bénévent Calcio | AC Pise                 |
| 2016-2017 | US Cremonese   | Venise FC           | Foggia Calcio   | Parme Calcio            |
| 2017-2018 | AS Livourne    | Calcio Padoue       | US Lecce        | Cosenza Calcio          |
| 2018-2019 | Virtus Entella | Pordenone Calcio    | Juve Stabia     | AC Pise Trapani Calcio  |
| 2019-2020 | AC Monza       | L.R. Vicence Virtus | Reggina 1914    | AC Reggiana             |
| 2020-2021 | Côme 1907      | AC Pérouse          | Ternana Calcio  | US Alexandrie           |
| 2021-2022 | FC Südtirol    | Modène FC           | SSC Bari        | Palerme FC              |
| 2022-2023 | Feralpisalò    | AC Reggiana 1919    | US Catanzaro    | Calcio Lecco 1912       |
| 2023-2024 | Mantova 1911   | Cesena FC           | Juve Stabia     | Carrarese Calcio 1908   |
| 2024-2025 | Calcio Padoue  | Virtus Entella      | Avellino        | Pescara Calcio 1936     |

### Groupe A
Serie C1 :
- 1978-79 : Côme Calcio 1907
- 1979-80 : Varese FC
- 1980-81 : Reggiana AC
- 1981-82 : Atalanta Bergame
- 1982-83 : US Triestina
- 1983-84 : Parme FC
- 1984-85 : Brescia
- 1985-86 : Parme FC
- 1986-87 : Piacenza
- 1987-88 : AC Ancône
- 1988-89 : Reggiana AC
- 1989-90 : Modène FC
- 1990-91 : Piacenza
- 1991-92 : SPAL Ferrara
- 1992-93 : Ravenne Calcio
- 1993-94 : Chievo Vérone
- 1994-95 : Bologne FC
- 1995-96 : Ravenne Calcio
- 1996-97 : Trévise FC
- 1997-98 : AC Cesena
- 1998-99 : Alzano Virescit
- 1999-00 : AC Sienne
- 2000-01 : Modène FC
- 2001-02 : AS Livourne
- 2002-03 : Trévise FC
- 2003-04 : AC Arezzo
- 2004-05 : US Cremonese
- 2005-06 : Spezia
- 2006-07 : US Grosseto FC
- 2007-08 : US Sassuolo

Lega Pro Prima Divisione :
- 2008-09 : AC Cesena (2)
- 2009-10 : Novare
- 2010-11 : AS Gubbio
- 2011-12 : Ternana
- 2012-13 : Trapani
- 2013-14 : Virtus Entella

### Groupe B
Serie C1 :
- 1978-79 : Matera
- 1979-80 : Catane
- 1980-81 : SS Cavese
- 1981-82 : AC Arezzo
- 1982-83 : Empoli FC
- 1983-84 : AS Bari
- 1984-85 : US Catanzaro
- 1985-86 : FC Messine
- 1986-87 : US Catanzaro
- 1987-88 : Licata
- 1988-89 : Cagliari
- 1989-90 : Tarente Sport
- 1990-91 : US Casertana
- 1991-92 : Ternana
- 1992-93 : US Palerme
- 1993-94 : Pérouse
- 1994-95 : Reggina
- 1995-96 : US Lecce
- 1996-97 : Fidelis Andria FC
- 1997-98 : Cosenza
- 1998-99 : Fermana
- 1999-00 : FC Crotone
- 2000-01 : US Palerme
- 2001-02 : Ascoli
- 2002-03 : US Avellino
- 2003-04 : US Catanzaro
- 2004-05 : Rimini
- 2005-06 : SSC Naples
- 2006-07 : Ravenne
- 2007-08 : Salernitana Sport

Lega Pro Prima Divisione :
- 2008-09 : Gallipoli
- 2009-10 : Portogruaro-Summaga
- 2010-11 : AS Giovanile Nocerina
- 2011-12 : Spezia
- 2012-13 : AS Avellino
- 2013-14 : Pérouse

## Saisons
Les annotations P et R indiquent respectivement que le club portant l'annotation a été promu d'une division inférieure ou relégué d'une division supérieure en fin de saison dernière et arrive donc dans le championnat. Elles n'indiquent donc pas le résultat de la saison qui est développé dans le court résumé qui suit la composition des poules.

### Saison 2013-2014
Comme la saison dernière, 33 équipes participent au championnat et sont réparties en deux poules de la façon suivante :
- Groupe A : UC AlbinoLeffe, Carrarese, Côme, US Cremonese, Feralpi Salò, AC Lumezzane, AC Pavie, Pro Patria P, Pro Verceil R, AC Reggiana, Saint-Marin, Savone FC P, FC Südtirol, Unione Venise P, Vicence R, Virtus Entella.
- Groupe B : Ascoli R, SS Barletta, Bénévent, US Catanzaro, Frosinone, US Grosseto R, AS Gubbio, L'Aquila P, US Lecce, ASG Nocerina, Paganese, AC Pérouse, AC Pise, US Pontedera P, AC Prato, US Salernitana P, Esperia Viareggio.

À la suite de la faillite de Tritium, le club de Carrarese a été invité à réintégrer le championnat malgré sa relégation sportive de l'année dernière.
C'est le Virtus Entella et Pérouse qui remportent ce dernier championnat avec deux divisions.

### Saison 2012-2013
Cette année, seulement 33 équipes sont inscrites et réparties en deux poules ainsi composées :
- Groupe A : UC AlbinoLeffe R, Carpi FC, Côme, US Cremonese, AC Coni P, Feralpi Salò, US Lecce R, AC Lumezzane, AC Pavie, Portogruaro, AC Reggiana, Saint-Marin P, FC Südtirol, Trapani, Tritium, FC Trévise P, Virtus Entella P.
- Groupe B : Andria BAT, AS Avellino, SS Barletta, Bénévent, Carrarese, US Catanzaro P, Frosinone,AS Gubbio R, US Latina, ASG Nocerina R, Paganese P, AC Pérouse P, AC Pise, AC Prato, Sorrente, Esperia Viareggio.

La Ligue passe à 33 équipes à la suite des relégations et exclusions de plusieurs équipes en fin de saison dernière et à l'unique repêchage du Virtus Entella (seul club à avoir les garanties financières nécessaires). L'US Lecce est directement relégué de Serie A en sanction de son implication majeure dans le scandale des matches truqués. De plus, les clubs de Cremonese, Frosinone et AlbinoLeffe commencent la saison avec respectivement 1, 1 et 6 points de pénalité également pour leur implication dans le « Calcio Scommesse ».
À l'issue de la saison, Coni, Sorrente, Carrarese sont relégués en Ligue Pro 2e division alors que les clubs de Andria et Trévise ne se sont pas réinscrits et que ceux de Portogruaro et Tritium n'ont pas réussi à obtenir de licence professionnelle pour la saison prochaine et sont tous les quatre rétrogradés en ligue amateur (Serie D ou inférieure). Toutes ces équipes, à l'exception de Tritium, n'étaient pas parvenues à se maintenir sportivement.
À l'inverse, Avellino et Trapani finissent à la première place de leur groupe et sont accompagnés en Serie B par Carpi et Latina qui ont remporté les barrages.

### Saison 2011-2012
36 équipes réparties en deux poules ainsi composées :
- Groupe A : AC Monza, Avellino 1912, Carpi, Côme, US Foggia, Foligno, Lumezzane, Pavie, Pise, Pro Verceil, Sorrente, SPAL Ferrara, Ternana, Tritium, AS Tarante, Esperia Viareggio, Reggiana et Bénévent. Les quatre dernières équipes débutent le championnat avec une pénalité de 1, 1, 2 et 2 points respectivement pour leur implication dans le scandale des matches truqués ou « Calcio Scommesse ».
- Groupe B : Andria BAT, Barletta, Bassano, Carrarese, Feralpi Salò, Frosinone, Latina, Pergocrema, Portogruaro, Prato, Syracuse, Südtirol-Alto Adige, Trapani, Triestina, Virtus Lanciano, Spezia, Plaisance, Cremonese. Les trois dernières équipes partent avec une pénalité de 1, 4 et 6 points respectivement pour leur implication dans le « Calcio Scommesse ».

En plus des affaires de matches truqués, plusieurs clubs éprouvent de graves difficultés financières et reçoivent des pénalités à ce titre. À l'issue de la saison, les clubs de Pergocrema, Syracuse, Triestina et Plaisance se déclarent en faillite et sont dissous ; Tarante, Foggia et SPAL Ferrara ne se réinscrivent pas et sont relégués en Serie D (D5). Enfin, les clubs de Monza, Foligno et Bassano sont sportivement relégués en Ligue Pro 2e division.
En haut du classement, Ternana et Spezia finissent premiers de leur groupe et sont accompagnés en Serie B par les vainqueurs des barrages : Pro Verceil et Virtus Lanciano.

### Saison 2010-2011
36 équipes réparties en deux poules ainsi composées le 4 août 2010 (source FIGC) :
- Groupe A : Alessandria Calcio, Bassano, Calcio Côme, Cremonese, Gubbio, AC Lumezzane, AC Monza, Paganese, AC Pavie, Pergocrema, Ravenne Calcio, Reggiana, Salernitana, Sorrente Calcio, SPAL Ferrara, Spezia Calcio, FC Südtirol-Alto Adige et Hellas Vérone.
- Groupe B : Andria, Atletico Roma, Barletta, Bénévent, Cavese, Cosenza, US Foggia, Foligno Calcio, Gela, SS Juve Stabia, Lucchese, Nocerina, Pise Calcio, Syracuse, Tarante Sport, Ternana, Viareggio et Virtus Lanciano.

Seulement une de ces équipes vient de la série B, la Salernitana, étant donné le repêchage de la Triestina et les exclusions pour raisons économiques du Gallipoli et du Mantoue. Sont également exclues du championnat l'Arezzo, le Pérouse, le Real Marcianise, le Rimini et le Figline. En plus des équipes promues de la Ligue Pro Deuxième Division de Südtirol-Alto Adige, du Spezia, de la Lucchese, du Gubbio, de la Juve Stabia et de l'Atletico Roma, ont été repêchées les huit équipes suivantes : Paganese, Pavie, Barletta, Syracuse, Gela, Bassano, Nocerina et Pise. Dans ce dernier cas, Pise avait remporté le championnat de série D et passe directement en Ligue pro première division.

### Saison 2009-2010
36 équipes, divisées en deux poules de 18 comme pour la saison précédente, mais le découpage n'est pas fait selon l'axe traditionnel nord-sud, mais plutôt ouest-est, avec des équipes de Campanie réparties dans les deux poules (3 dans la A et 2 dans la B). Ont été répéchées les équipes suivantes : Alexandrie, Andria, Potenza et Viareggio (en première division)
- Groupe A : Alexandrie, AC Arezzo, Bénévent Calcio, Calcio Côme, Cremonese, AS Figline, Foligno Calcio, Calcio Lecco, AC Lumezzane, AC Monza, Novare Calcio, Paganese, US Pergocrema 1932, Pérouse Calcio, Pro Patria Calcio, Sorrente Calcio, Varèse, Viareggio.
- Groupe B : Andria, SS Cavese, Cosenza Calcio 1914, US Foggia, Giulianova Calcio, Lanciano, Real Marcianise, Pescara Calcio, Pescina, Portogruaro, Potenza, Ravenne Calcio, AC Reggiana, Rimini Calcio, SPAL Ferrara, Tarente Sport, Ternana Calcio, Hellas Vérone.

### Saison 2008-2009
À ce tournoi, prennent part 36 équipes, subdivisées en deux poules de 18. Parmi ces équipes, figurent celles rétrocédées de la Serie B 2007/2008, autrement dit le Ravenna Calcio et l'Associazione Calcio Cesena. Au terme de la saison normale, sont également rétrocédées l'Unione Sportiva Avellino qui a été repêchée en Serie B en raison de la faillite du Football Club Messina Peloro et le Spezia Calcio également en faillite et inscrit en Serie D. Les six équipes nouvellement promues à la fin de la C2 2007/2008 sont l'Unione Sportiva Pergocrema, l'Associazione Calcio Reggiana 1919 et Bénévent Calcio ; à travers des play-off montent en Ligue Pro l'Associazione Calcio Lumezzane, le Calcio Portogruaro-Summaga et le Real Marcianise Calcio. Repêchées en Serie C-1re division, en raison des faillites de l'Associazione Sportiva Lucchese-Libertas, de la Massese et pour augmentation des organes la Pro Patria, Lecco, Virtus Lanciano et la SPAL Ferrara. La Pro Sesto a été autorisée par la Ligue italienne à disputer les matches à domicile le samedi et non le dimanche (à l'exclusion des quatre dernières journées) sur demande spéciale.
- Groupe A (girone A) : AC Cesena , US Cremonese , Calcio Lecco , AC Legnano , AC Lumezzane , AC Monza 
 Novare Calcio , Calcio Padoue , US Pergocrema 1932 , Calcio Portogruaro-Summaga , Pro Patria Calcio , AC Pro Sesto 
 Ravenne Calcio , AC Reggiana , Sambenedettese , SPAL Ferrara , Venezia Calcio , Hellas Vérone.
- Groupe B  (girone B) : AC Arezzo , Bénévent Calcio , SS Cavese , FC Crotone , US Foggia , Foligno Calcio , Gallipoli Calcio 
 US Juve Stabia  , Paganese , Pérouse Calcio , Pescara Calcio , AC Pistoiese , Potenza 
 Real Marcianise , Sorrente Calcio , Tarente Sport , Ternana Calcio , SS Virtus Lanciano.